# Alice Barry
Pour les articles homonymes, voir Barry.
Alice Barry, née en 1946 à Burnley en Angleterre, est une actrice britannique.

## Biographie
Alice est l’aînée de quatre enfants. Elle grandit à Burnley, fréquentant l'école de St Marie Magdalene.

## Filmographie
- 2001 : Phoenix Nights (série télévisée)
- 2001 : Bob & Rose : Beth Armitage
- 2001-2002 : Clocking Off (série télévisée) : Peggy Hargreaves
- 2002 : Having it off : Me Needham
- 2002 : Linda Green : Barbara
- 2004 : The Royal (série télévisée) : une patiente
- 2004-2013 : Shamelees (série télévisée) : Lillian Tyler
- 2006 : New Street Law (série télévisée) : Mme Abel
- 2007 : Coronation Street (feuilleton britannique) : Mme Reddish
- 2007 : Chute!(série télévisée) : la mère de Ross
- 2008 : The Paul O'Grady Show (série télévisée) : elle-même
- 2009 : The Fattest Man in Britain (film) : Joyce
- 2012 : Let's Sing and Dance (émission télévisée) : elle-même
- 2013 : Coronation Street (feuilleton britannique) : Mary Ann Galloway
- 2014-en cours : Benidorm (série télévisée) : Maureen
- 2014 : Doctors (soap opera) : Mme Waverly